# Samuel Erdmann Tzschirner
Samuel Erdmann Tzschirner (* 29. Juni 1812 in Bautzen; † 17. Februar 1870 in Leipzig) war ein deutscher Jurist und Politiker. Er war Revolutionsführer des Dresdner Maiaufstandes 1849.

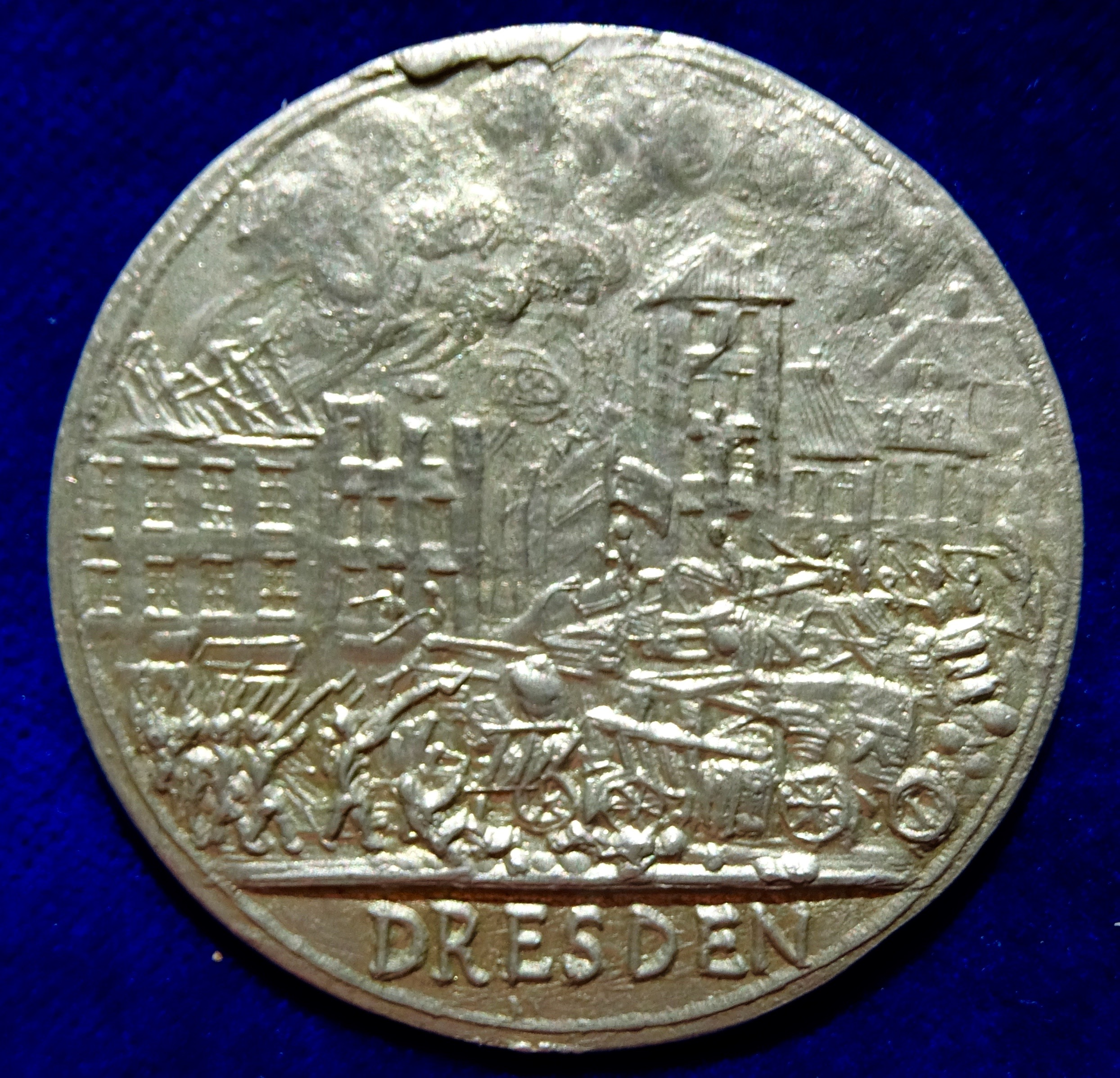
Medaille aus der Revolutionszeit einer Straßenschlacht beim Dresdner Maiaufstand, Vorderseite.

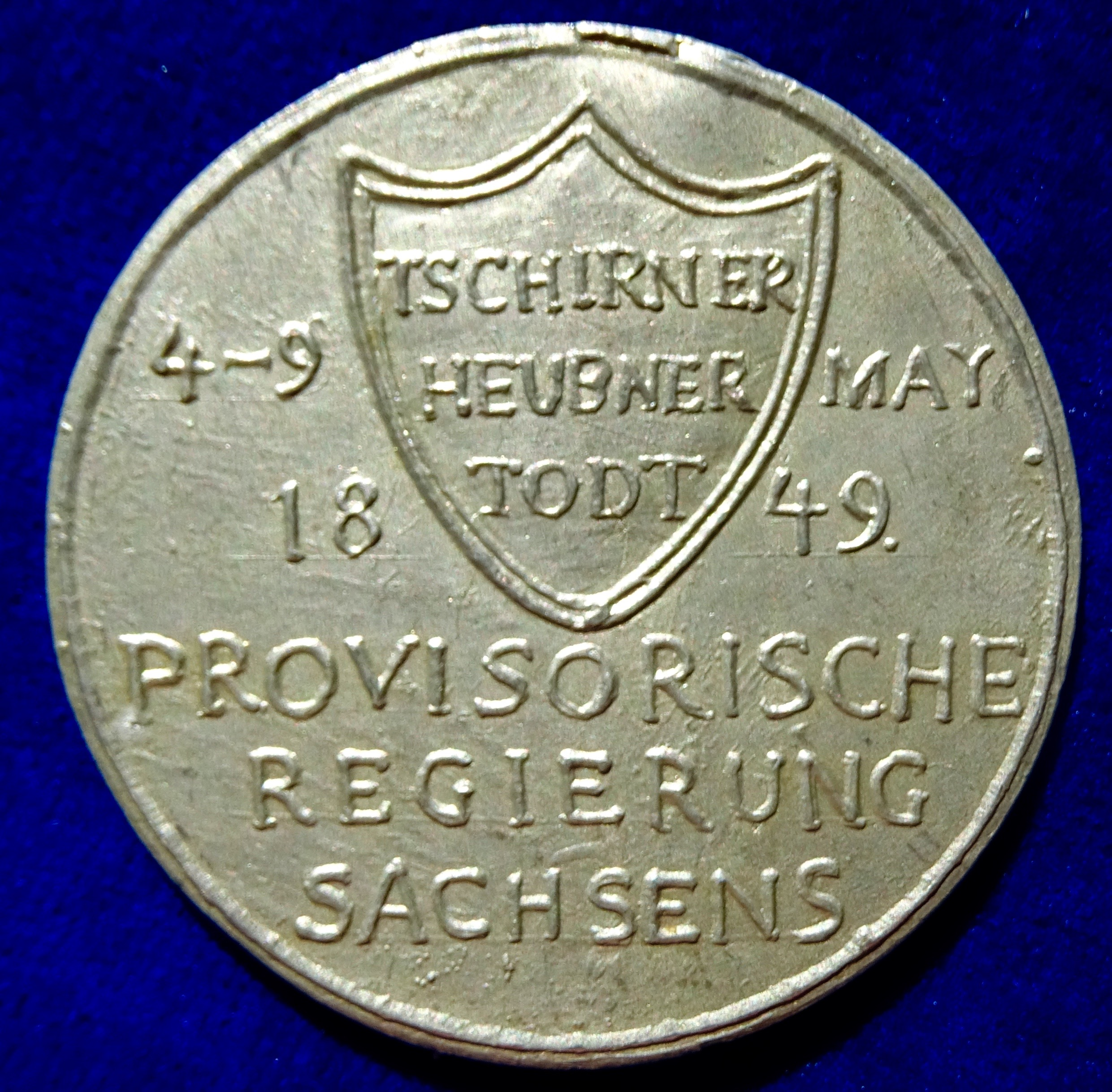
Die Rückseite dieser Medaille mit den Daten des Aufstandes und den Namen der Initiatoren der Provisorischen Regierung Sachsens, Tschirner, Heubner und Todt.

## Leben
Sein Vater war „Meister, Bürger und Strumpffabrikant“. Tzschirner studierte Rechtswissenschaften und eröffnete 1840 eine Kanzlei in Bautzen. Später war er als Advokat in Dresden tätig.
Im 19. städtischen Wahlkreis wurde Tzschirner 1848 in einer Nachwahl für die Demokraten in die II. Kammer des Sächsischen Landtags gewählt, wo er die demokratische Minderheit als Oppositionsführer organisierte. Ebenfalls 1848 war er tonangebender Mitbegründer des demokratischen Vaterlandsvereins. Auch dem im Dezember 1848 nach dem liberalisierten Wahlrecht vom 15. November 1848 gewählten Landtag gehörte er an. Er war Abgeordneter des 7. Wahlbezirks und übernahm das Amt des Vizepräsidenten der II. Kammer.
Tzschirner war führend am Dresdner Maiaufstand vom 3. bis 9. Mai 1849 beteiligt. Dieser war der Versuch, König Friedrich August II. zu stürzen und eine Republik zu etablieren. Tzschirner gehörte der provisorischen Regierung an, zusammen mit Otto Leonhard Heubner und Carl Gotthelf Todt. Nach der Niederschlagung der sächsischen Revolution durch preußische Truppen ging Tzschirner nach Karlsruhe. Dort nahm er an der Reichsverfassungskampagne Baden teil. Außerdem war er am 5. Juni 1849 an der Gründung des „Clubs des entschiedenen Fortschritts“ beteiligt.
Nach dem Ende der Revolution ging Tzschirner ins Exil nach Zürich. 1854 emigrierte er in die USA. Auf dem Weg dahin wollte er Karl Marx und Peter Imandt in London treffen. 1861 erhielt er eine Anstellung im New Yorker Zollamt. In den USA war er politisch auf Seiten der Republikaner aktiv. Nachdem ihm 1865 Amnestie gewährt worden war, kehrte er nach Deutschland zurück. Als Tzschirner 1870 im Leipziger Jacobshospital starb, war niemand bereit, ihm die letzte Ehre am Grab zu erweisen. August Bebel, der ihn nicht persönlich gekannt hatte, hielt eine Traueransprache.

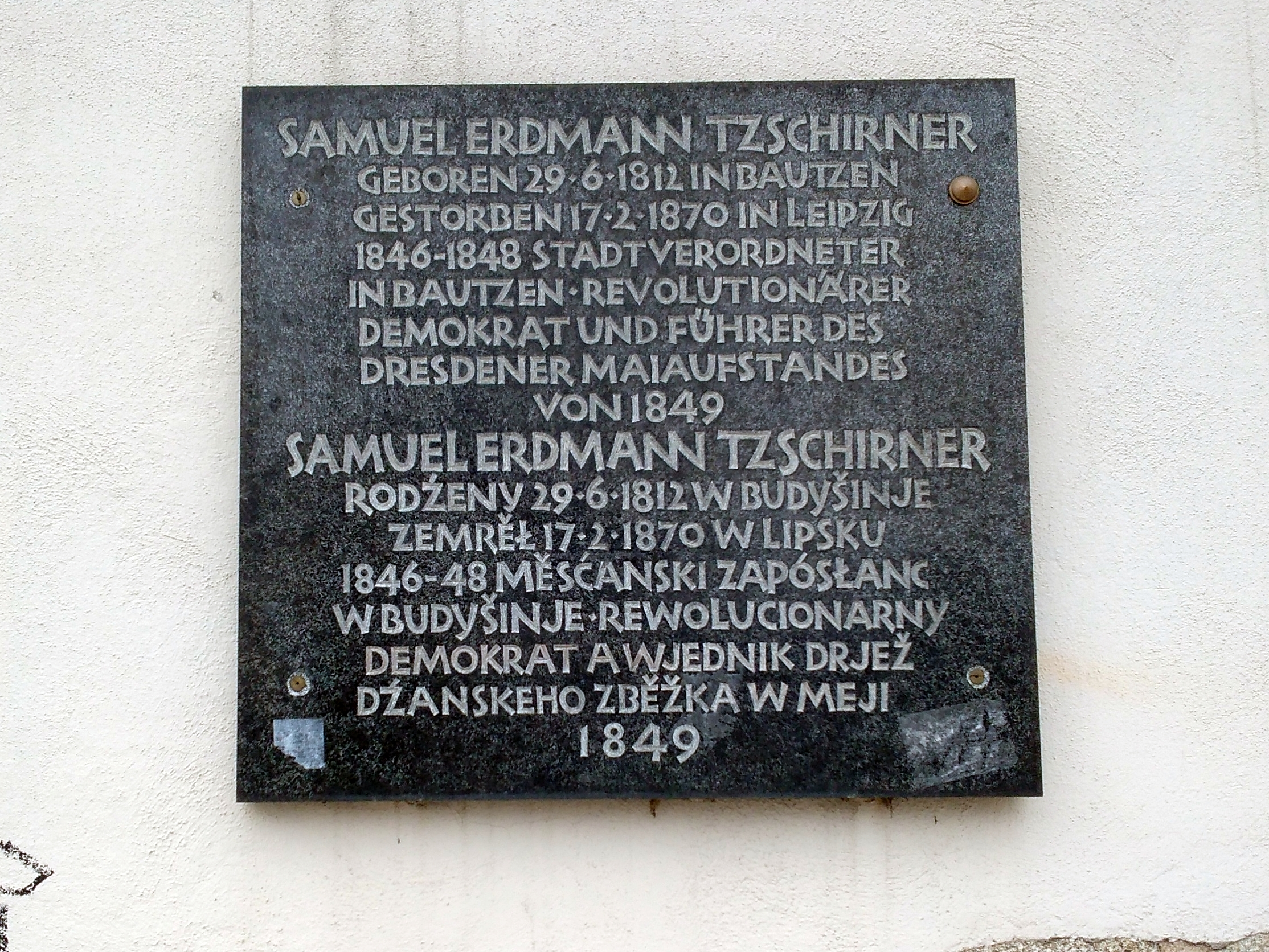
Gedenktafel an der Tzschirnerstraße in Bautzen

Unter anderem sind der Dresdner Tzschirnerplatz und eine Straße in Bautzen nach ihm benannt.

## Steckbrief
„Samuel Erdmann Tzschirner: Statur mittel, untersetzt, Nase: stumpf, Augen: grau, Haare: blond, dünn, Gesichtsfarbe: sehr fahl, Alter: 35 Jahr.“

## Werke
- Die dritte Generalversammlung des Allgemeinen Advocatenvereins im Königreich Sachsen, abgehalten zu Bautzen am 23., 24. und 25. August 1847. Helfer, Bautzen 1847
- Bericht der außerordentlichen Deputation zur Prüfung der Robert Blum’s Tödtung betreffenden Fragen. Berichterstatter: Abgeordneter Tzschirner. Dresden 1849
- Mitbürger! Der König und die Minister sind entflohen. Das Land ist ohne Regierung, sich selbst überlassen worden. Die Reichsverfassung ist verleugnet gez. Samuel Erdmann Tzschirner; Otto Leonhard Heubner; Karl Gotthelf Todt, 1849 Flugblatt Verlag: [S.l.] 1849